# 월미산
월미산(月尾山)은 인천광역시 중구 개항동에 위치한 산으로, 해발 108m에 이르고 있는 산이며, 원래는 군사 보호구역으로 인해 민간인의 출입이 통제된 산이었으나, 18만여평의 월미산을 지난 2001년 개방되었다.

## 개요
원래 이 산은 인천 상륙 작전의 전적지였으며, 산에 오르면 인천 앞바다는 물론 작약도나 영종도, 용유도, 팔미도, 무의도, 덕적도, 영흥도 등 크고 작은 섬들을 감상할 수 있으며, 인천국제공항에 이착륙하는 항공기들의 모습을 볼 수 있다.
또한 항만, 갑문, 주변 섬 등이 한눈에 들어오는 수려한 주변 경관을 지닌 곳이고, 지난 50여 년 동안 민간인의 출입이 금지되면서 벚나무와 해송, 참나무, 느티나무, 오리나무, 편백, 개나리, 진달래 등이 어우러진 울창한 수림대가 형성되어 있다.

## 같이 보기
- 한국의 산
- 월미도
- 월미전통공원